# Квалификације за Светско првенство у фудбалу 2022 — УЕФА група Ф
Група Ф европских квалификација за Светско првенство у фудбалу 2022. се састојала од 6 репрезентацијаː Данска, Аустрија, Шкотска, Израел, Фарска Острва и Молдавија.
Репрезентација Данске је као првопласирана репрезентација изборила директан пласман на првенство, док је Шкотска као другопласирана репрезентација отишла у бараж. Репрезентација Аустрије је као један од два најбоља победника својих група Лиге Нација 2020/21. изборила пласман у бараж.

## Табела
| Легенда |
| --- |
| Репрезентација која се квалификује у првом кругу                                                                             |
| Репрезентација која иде у бараж након првог круга                                                                            |
| Победници група Лиге нација 2020/21. који иду у бараж након што нису завршили на првом или другом месту табеле у првом кругу |

| Табела групе Ф | Табела групе Ф | Табела групе Ф | Табела групе Ф | Табела групе Ф | Табела групе Ф | Табела групе Ф | Табела групе Ф | Табела групе Ф | Табела групе Ф |  |        |         |        |          |               |           |  | Домаћи | Домаћи | Домаћи | Домаћи | Домаћи | Домаћи | Домаћи | Гости | Гости | Гости | Гости | Гости | Гости | Гости |
|                | Репрезентација | И              | Д              | Н              | И              | ДГ             | ПГ             | ГР             | Бод.           |  | Данска | Шкотска | Израел | Аустрија | Фарска Острва | Молдавија |  | И      | Д      | Н      | И      | ДГ     | ПГ     | Бод.   | И     | Д     | Н     | И     | ДГ    | ПГ    | Бод.  |
| 1.             | Данска         | 10             | 9              | 0              | 1              | 30             | 3              | +27            | 27             |  | -      | 2:0     | 5:0    | 1:0      | 3:1           | 8:0       |  | 5      | 5      | 0      | 0      | 19     | 1      | 15     | 5     | 4     | 0     | 1     | 11    | 2     | 12    |
| 2.             | Шкотска        | 10             | 7              | 2              | 1              | 17             | 7              | +10            | 23             |  | 2:0    | -       | 3:2    | 2:2      | 4:0           | 1:0       |  | 5      | 4      | 1      | 0      | 12     | 4      | 13     | 5     | 3     | 1     | 1     | 5     | 3     | 10    |
| 3.             | Израел         | 10             | 5              | 1              | 4              | 23             | 21             | +2             | 16             |  | 0:2    | 1:1     | -      | 5:2      | 3:2           | 2:1       |  | 5      | 3      | 1      | 1      | 11     | 8      | 10     | 5     | 2     | 0     | 3     | 12    | 13    | 6     |
| 4.             | Аустрија       | 10             | 5              | 1              | 4              | 19             | 17             | +2             | 16             |  | 0:4    | 0:1     | 4:2    | -        | 3:1           | 4:1       |  | 5      | 3      | 0      | 2      | 11     | 9      | 9      | 5     | 2     | 1     | 2     | 8     | 8     | 7     |
| 5.             | Фарска Острва  | 10             | 1              | 1              | 8              | 7              | 23             | -16            | 4              |  | 0:1    | 0:1     | 0:4    | 0:2      | -             | 2:1       |  | 5      | 1      | 0      | 4      | 2      | 9      | 3      | 5     | 0     | 1     | 4     | 5     | 14    | 1     |
| 6.             | Молдавија      | 10             | 0              | 1              | 9              | 5              | 30             | -25            | 1              |  | 0:4    | 0:2     | 1:4    | 0:2      | 1:1           | -         |  | 5      | 0      | 1      | 4      | 2      | 13     | 1      | 5     | 0     | 0     | 5     | 3     | 17    | 0     |

## Резултати
| Израел | 0:2    | Данска                   |
| ------ | ------ | ------------------------ |
|        | Детаљи | Брејтвајт 13’ · Винд 67’ |

| Молдавија     | 1:1    | Фарска Острва |
| ------------- | ------ | ------------- |
| Николаеску 9’ | Детаљи | Олсен 83’     |

| Шкотска                | 2:2    | Аустрија          |
| ---------------------- | ------ | ----------------- |
| Хенли 71’ · Макгин 85’ | Детаљи | Калајџић 55’, 80’ |

| Данска                                                                                            | 8:0    | Молдавија |
| ------------------------------------------------------------------------------------------------- | ------ | --------- |
| Долберг 19’ (пен.), 48’ · Дамсгард 22’, 29’ · Ларсен 35’ · Јенсен 39’ · Сков 81’ · Ингвартсен 89’ | Детаљи |           |

| Аустрија                                      | 3:1    | Фарска Острва |
| --------------------------------------------- | ------ | ------------- |
| Драговић 30’ · Баумгартнер 37’ · Калајџић 44’ | Детаљи | Натестад 19’  |

| Израел    | 1:1    | Шкотска    |
| --------- | ------ | ---------- |
| Перец 44’ | Детаљи | Фразер 56’ |

| Аустрија | 0:4    | Данска                                    |
| -------- | ------ | ----------------------------------------- |
|          | Детаљи | Олсен 58’, 74’ · Мехле 63’ · Хејбјерг 67’ |

| Молдавија | 1:4    | Израел                                             |
| --------- | ------ | -------------------------------------------------- |
| Карп 29’  | Детаљи | Захави 45+2’ · Соломон 57’ · Дабур 64’ · Натхо 66’ |

| Шкотска                                 | 4:0    | Фарска Острва |
| --------------------------------------- | ------ | ------------- |
| Макгин 7’, 53’ · Адамс 60’ · Фразер 70’ | Детаљи |               |

| Данска             | 2:0    | Шкотска |
| ------------------ | ------ | ------- |
| Вас 14’ · Меле 15’ | Детаљи |         |

| Фарска Острва | 0:4    | Израел                             |
| ------------- | ------ | ---------------------------------- |
|               | Детаљи | Захави 12’, 44’, 90+2’ · Дабур 52’ |

| Молдавија | 0:2    | Аустрија                           |
| --------- | ------ | ---------------------------------- |
|           | Детаљи | Баумгартнер 12’ · Арнаутовић 90+4’ |

| Фарска Острва | 0:1    | Данска   |
| ------------- | ------ | -------- |
|               | Детаљи | Винд 85’ |

| Израел                                                 | 5:2    | Аустрија                         |
| ------------------------------------------------------ | ------ | -------------------------------- |
| Соломон 5’ · Дабур 20’ · Захави 33’, 90’ · Вејсман 59’ | Детаљи | Баумгартнер 42’ · Арнаутовић 55’ |

| Шкотска   | 1:0    | Молдавија |
| --------- | ------ | --------- |
| Дајкс 85’ | Детаљи |           |

| Аустрија | 0:1    | Шкотска          |
| -------- | ------ | ---------------- |
|          | Детаљи | Дајкс 30’ (пен.) |

| Данска                                                                   | 5:0    | Израел |
| ------------------------------------------------------------------------ | ------ | ------ |
| Повлсен 28’ · Кјер 31’ · Сков Олсен 41’ · Деланеј 58’ · Корнелијус 90+1’ | Детаљи |        |

| Фарска Острва            | 2:1    | Молдавија      |
| ------------------------ | ------ | -------------- |
| Олсен 68’ · Ватнсдал 72’ | Детаљи | Милинчеану 84’ |

| Шкотска                                   | 3:2    | Израел                |
| ----------------------------------------- | ------ | --------------------- |
| Макгин 30’ · Дајкс 57’ · Мактоминај 90+4’ | Детаљи | Захави 5’ · Дабур 32’ |

| Фарска Острва | 0:2    | Аустрија                 |
| ------------- | ------ | ------------------------ |
|               | Детаљи | Лајмер 26’ · Сабицер 48’ |

| Молдавија | 0:4    | Данска                                                   |
| --------- | ------ | -------------------------------------------------------- |
|           | Детаљи | Сков Олсен 23’ · Кјер 34’ (пен.) · Нергор 39’ · Меле 44’ |

| Данска   | 1:0    | Аустрија |
| -------- | ------ | -------- |
| Меле 53’ | Детаљи |          |

| Фарска Острва | 0:1    | Шкотска   |
| ------------- | ------ | --------- |
|               | Детаљи | Дајкс 86’ |

| Израел                 | 2:1    | Молдавија        |
| ---------------------- | ------ | ---------------- |
| Захави 28’ · Дабур 49’ | Детаљи | Николаеску 90+4’ |

| Молдавија | 0:2    | Шкотска                  |
| --------- | ------ | ------------------------ |
|           | Детаљи | Патерсон 38’ · Адамс 65’ |

| Аустрија                                            | 4:2    | Израел                |
| --------------------------------------------------- | ------ | --------------------- |
| Арнаутовић 51’ (пен.) · Шауб 62’, 72’ · Сабицер 84’ | Детаљи | Битон 33’ · Перец 59’ |

| Данска                                   | 3:1    | Фарска Острва |
| ---------------------------------------- | ------ | ------------- |
| Сков Олсен 18’ · Ларсен 63’ · Меле 90+3’ | Детаљи | Олсен 89’     |

| Аустрија                                             | 4:1    | Молдавија      |
| ---------------------------------------------------- | ------ | -------------- |
| Арнаутовић 4’, 55’ (пен.) · Тримел 22’ · Љубичић 83’ | Детаљи | Николаеску 60’ |

| Израел                                     | 3:2    | Фарска Острва             |
| ------------------------------------------ | ------ | ------------------------- |
| Дабур 30’ (пен.) · Вејсман 58’ · Перец 74’ | Детаљи | Ватнхамар 62’ · Олсен 72’ |

| Шкотска               | 2:0    | Данска |
| --------------------- | ------ | ------ |
| Сутар 35’ · Адамс 86’ | Детаљи |        |

## Стрелци
8 голова
| - Еран Захави |

6 голова
| - Мунас Дабур |

5 голова
| - Марко Арнаутовић | - Андреас Сков Олсен | - Јоаким Меле |

4 гола
| - Линдон Дајкс | - Џон Макгин |

3 гола
| - Кристоф Баумгартнер - Саша Калајџић | - Дор Перец - Јон Николаеску | - Клеминт Олсен - Че Адамс |

2 гола
| - Луис Шауб - Марсел Сабицер - Јонас Винд | - Каспер Долберг - Микел Дамсгард - Симон Кјер | - Манор Соломон - Шон Вејсман - Рајан Фрејзер |

1 гол
| - Александар Драговић - Дејан Љубичић - Конрад Лајмер - Кристофер Тримел - Андреас Евалд Корнелијус - Данијел Вас - Јакоб Брун Ларсен - Јенс Стригер Ларсен - Јусуф Повлсен - Кристијан Нергор | - Маркус Ингвартсен - Мартин Брејтвајт - Матијас Јенсен - Пјер-Емил Хејбјерг - Роберт Сков - Томас Деланеј - Бибрас Натхо - Нир Битон - Каталин Карп | - Николае Милинчеану - Мејнхард Олсен - Селви Ватнхамар - Сони Натестад - Хејни Ватнсдал - Грент Хенли - Нејтан Патерсон - Скот Мактоминај - Џон Сутар |